# Баарины
Баари́ны (монг. Баарин) — одно из племён, входивших в нирунскую ветвь монголов. В настоящее время этническая группа в составе южных и халха-монголов. Баарины также отмечены в составе баятов, узумчинов, хазарейцев.

## История
«Сокровенное сказание монголов» гласит: Бодончар, идя лобовым, захватил беременную женщину из племени чжарчиут по имени Аданхан-Урянхачжина. Та родила еще одного сына, уже от Бодончара. И оттого, что мальчик родился от пленницы, сына Бодончара прозвали Бааридай, он и стал предком рода баарин. У Бааридая был сын Чидухул Боко (Зүтгэл-бөх). У него имелось много жен, от которых родились сыновья, отчего появилось сравнение многочисленного потомства с менен (лягушки). Они-то стали родоначальниками племени менен-баарин (манан-баарин). По подсчетам исследователей, годы жизни Бодончара — конец X – начало XI вв. Если принять это как достоверный факт, то род баарин появился в начале XI в.
В летописи «Алтан Тобчи» упоминаются следующие родовые имена: багарин, маха-багарин, мэнэн-багарин, ничугун-багарин, ногон-багарин. В составе рода баарин в «Сборнике летописей» также упоминаются ветви илингут и суканут.
Бааридай, родоначальник рода баарин, по материнской линии был представителем рода жадаран. Дело в том, захваченная Бодончаром женщина из племени чжарчиут по имени Аданхан-Урянхачжина пришла к нему беременной. А родившегося от нее ребенка назвали Жажирдай-Чжадарадай, он стал предком рода жадаран. Таким образом, жадаран и баарин — единоутробные братья. Поскольку Бааридай является сыном Бодончара, то баарин по отцовской линии относится к роду борджигин.
В XI—XII вв. род баарин подчинился предкам Чингисхана и входил в состав коренных монголов — нирун. С образованием Великого Монгольского государства в начале XIII в. Чингисхан пожаловал Хорчи-нойону три мингана бааринов, объединил их с племенами чонос, төөлис и теленгут в один тумен. Хорчи стал темником лесных народов. Помимо этого, из рода баарин часть была отдана темнику Наяа — владетелю центральной «тьмы» («тумена», от числительного, обозначающего в монгольском языке 10 тысяч), а другие подчинились младшему сыну Чингисхана — Тулую.
Также великий хан даровал старцу Усун из рода баарин нойонский сан (объявив его государственным  аманом). Ему было пожаловано право облачаться в белую шубу, садиться на белого коня и на высокий трон. При Хубилае прославился военачальник Баян из рода баарин. Все это говорит о том, что в XIII в. авторитет рода баарин был весьма высоким.
После падения династии Юань часть бааринов вошла в состав халхаского тумена Восточной Монголии. Имеющиеся среди халхов баарин и есть потомки тех баарин, которые были пожалованы Тулую, младшему сыну Чингисхана, и находились в составе центрального тумена. Вплоть до XV в. они подчинялись потомкам Тулуя.
В конце первой половины XIV в. Батумунху Даян-хан (1464—1524) наделил своих сыновей собственностью, баарины из среды халхов вместе с жарууд, хонхират, баят и ужээд были отданы его пятому сыну Алчуболду, благодаря чему род баарин составил один из пяти южных халхаских отоков. С цинским завоеванием Внутренней Монголии баарины оказались в составе Зуу-Удинского сейма, разделившись на два хошуна. Владетели этих хошунов — нойоны и тайджи — были потомками Алчуболда, представителя 16-го поколения Чингисхана.
Что касается времени перехода баарин в различные роды: среди предков современных ойратов Убсунурского аймака они появились еще со времени правления Хорчи лесными народами. Вплоть до конца XVII в. баарины появлялись среди халхов. Так, в XVII в. некоторые князья из Дзасагтухановского аймака, вторгшись во Внутреннюю Монголию, захватывали людей и скот из бааринских хошунов. Это, возможно, наложило отпечаток на то, что в Гоби-Алтайском и Кобдоском аймаках проживает значительное количество людей из рода баарин.
Баарины вошли в состав некоторых тюркских народов: род барын (баарын) в составе башкир, киргизов, крымских татар (барыны), узбеков, каракалпаков, род паратан в составе хакасов. Также к числу потомков бааринов некоторые исследователи относят уйсунов в составе казахов.

## Этноним
Происхождение этнонима баарин можно выявить в контексте значения монгольского слова баар. В словарях монгольского языка имеются следующие слова: баарах — провиниться; баараггүй — невинный; баараг — небрежность, неосторожность, нечисто; баараггүй — надежный, точный; барах — дать осечку, сделать промах; бааруу — отказываться, отпираться, не уверенный. Есть еще одно словосочетание — баар алт, на русский язык переводится «золото с примесью». Как отмечено выше, родоначальника баарин назвали Бааридаем, поскольку родился от пленницы Бодончара, т. е. не от жены Бодончара, а от другой женщины, ибо слово «баарин» в корне своем сходно со словами баар, бааруу, баараг, означающих провинный или нечистый. Если быть еще точнее, то этническое название баарин возникло от монгольского слова со значением «нечистое, ненастоящее или нарочитое».

## Современность
В настоящее время баарины проживают на территории двух хошунов Внутренней Монголии: Байрин-Цзоци, Байрин-Юци. В Монголии баарины зарегистрированы в сомонах Хөхморьт, Дарви, Тонхил, Тайшир, Бигэр, Чандмань, Эрдэнэ, Төгрөг, Бугат Гоби-Алтайского аймака; сомонах Сайхандулаан, Хубсугул Восточно-Гобийского аймака; сомонах Өндөршил, Өлзийт, Сайнцагаан, Луус, Сайхан-Обо Средне-Гобийского аймака; сомоне Алдархан Завханского аймака; сомонах Баянгол, Сант Убурхангайского; сомонах Цогтцэций, Манлай Южно-Гобийского аймака; сомонах Зуунговь, Баруунтуруун, Наранбулаг Убсунурского аймака; сомонах Чандмань, Дарви и Цэцэг Кобдоского аймака.
В Монголии проживают носители родовых фамилий Баарин, Манан Баарин. Баарины отмечены в составе халха-монголов, баятов, узумчинов. Баарины, осевшие в Афганистане, образовали одно из племен в составе хазарейцев — бахрин.
Одной из ветвей бааринов являлись ничигут-баарин (нүцгэн баарин). Их потомки впоследствии стали носителями родовых названий нүцгэн и нүцгэд. Род зарегистрирован в сомоне Халхгол Восточного аймака Монголии. Носители родовой фамилии Нүцгэд проживают в Улан-Баторе и аймаках: Баян-Улгий, Ховд, Туве, Дархан-Уул; Нүцгэн — в Улан-Баторе и аймаках: Ховд, Туве, Дархан-Уул. В состав алтайских урянхайцев входит род харчин нуцгэд. Во Внутренней Монголии представители рода нүцгэд известны в составе чахаров.